# Kurna, Pendik
Kurna là một xã thuộc huyện Pendik, tỉnh Istanbul, Thổ Nhĩ Kỳ. Dân số thời điểm năm 2010 là 1.303 người.